# Kadan
Kadan (o también Qadan) fue el hijo de Ogodei (segundo Gran Kan de los Mongoles) y de una de sus concubinas. Era nieto de Gengis Kan y hermano de Guyuk Kan. Durante la Invasión mongola de Europa, Kadan, junto a Baidar (hijo de Chagatai Kan) y Orda Kan (el hermano mayor de Batú Kan y kan de la Horda Blanca), dirigió la fuerza mongola de distracción que atacó Polonia, mientras el grueso de las fuerzas mongolas golpeaban el Reino de Hungría.

## Incursiones mongolas en Europa

### La invasión de Polonia
A principios de 1241, las fuerzas de Kadan saquearon las ciudades polacas de Lublin, Zawichost y Sandomierz. Kadan atacó a continuación la región de Mazovia, mientras Baidar quemaba la capital polaca evacuada, Cracovia, y la ciudad de Bytom, y Orda Kan asediaba la frontera sureste de Lituania. Los tres jefes se dirigieron entonces a Breslavia (Wrocław), capital de Silesia, con el fin de atacarla. Baidar puso sitio a la ciudad, pero marchó al norte con Kadan y Orda hasta Legnica (Liegnitz) para derrotar a las fuerzas de Enrique II de Silesia, el Piadoso, Duque de Silesia, antes de que este pudiera reunirse con el Rey Wenceslao I de Bohemia. Tras derrotar algunas de las fuerzas de Conrado I de Mazovia, las fuerzas de Kadan se reunieron con las de Baidar y Orda en Legnica, aplastando al ejército cristiano en la Batalla de Liegnitz, el 9 de abril de 1241.
Las bajas mongolas en la batalla, sin embargo, fueron mayores de lo esperado y Kadan se mostró reticente a atacar directamente a las tropas bohemias de Wenceslao I. En su lugar, Kadan y Baidar se limitaron a hostigar a los bohemios, impidiendo que recibieran la ayuda del rey Bela IV de Hungría. Tras saquear Moravia, las fuerzas mongolas de distracción se dirigieron a Hungría.

### La invasión de Hungría

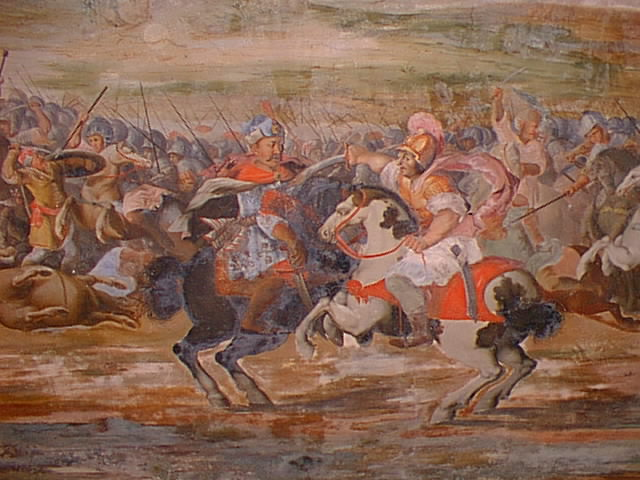
Asedio de Olmuc por parte de Kadan.

Durante el invierno de 1241-1242, Kadan saqueó Buda en su camino a Győr. Mientras asediaba a un grupo de mercenarios italianos que defendían Székesfehérvár, Kadan se vio forzado a retirar sus tropas después de que un deshielo temprano inundara las tierras de alrededor de la ciudad. El prínicipe mongol fue entonces enviado al sur con un tumen para buscar a Bela IV en Croacia. Kadan buscó en primer lugar al rey húngaro en Zagreb, ciudad que saqueó, y posteriormente le persiguió a Dalmacia. Mientras Bela IV se escondía en Trogir, los mongoles dirigidos por Kadan sufrieron en marzo de 1242 su primer fracaso militar en suelo europeo en la Fortaleza de Klis, en Croacia. Kadan hizo ejecutar a sus prisioneros húngaros cuando los víveres comenzaron a agotarse. Sin embargo, para sorpresa del rey, Kadan se dirigió al sur pasando Trogir hacia Dubrovnik (Ragusa). Cuando se aproximaba a Shkodër (Scutari), Kadan recibió la noticia de la muerte de su padre, Ögedei Kan, y comenzó su retirada. Los saqueos de Kadan a través de Bulgaria en su retirada de Europa Central llevaron al joven Kaliman I de Bulgaria a aceptar a Batú Kan como su señor feudal y pagarle tributo.

## Otros hechos
En 1251, Kadan aceptó la elección de Möngke Kan como Khagan (Gran Kan). Según René Grousset, probablemente ayudó a este último a capturar a Eljigidei, el general jefe de Güyük. Kadan fue leal a Kublai Kan y apoyó a su ejército contra Ariq Böke en la Guerra Civil Toluida. Dirigió el ejército mongol en el primer enfrentamiento con Ariq Böke y mató a su general Alandar.
En muchas fuentes medievales, Kadan fue traducido erróneamente por los cronistas como Kaidu, provocando una cierta confusión acerca de quién participó en la campaña europea. En ocasiones también es confundido con otro hermano, Köden, que ejercía su influencia sobre el Tíbet.[cita requerida]